# پوشچینو
شهر پوشچینو (به روسی: Пущино) در کشور روسیه و در اوبلاست مسکو واقع شده‌است.